# Quara
Quara (Quara nel dialetto locale, anticamente Aquaria) è una frazione del comune di Toano, nell'Appennino reggiano in provincia di Reggio Emilia.
Essa sorge a 723 m s.l.m. alle falde settentrionali del monte Surano, distendendosi lungo un crinale che separa la valle del Dolo da quella del Secchiello. Nei pressi del Dolo è stata inserita una via ferrata che ne percorre alcune scoscese pareti con anche l'ausilio di 2 ponti sospesi.
A luglio 2006 vi risiedevano 247 abitanti. È presente un'antica chiesa parrocchiale, il cui territorio comprende, oltre Quara, le borgate di Montebiotto, Lignano e Crocetta.

## Storia

### Origine e medioevo
In un documento conservato nell'Archivio della Cattedrale di Reggio Emilia risalente al 1052, anno della morte del marchese Bonifacio di Canossa, la "Capella de Aquaria" risulta unitamente al castello di Toano come possedimento del defunto Marchese, passando pochi anni dopo in potere della figlia di quest'ultimo, Matilde di Canossa. La "Capella de S. Salvatore de Aquaria" è successivamente menzionata in un documento del 1191 (consacrazione da parte del vescovo di Reggio Alberio) e nelle "Rationes Decimarum" del 1302 e del 1318 come dipendente, con il titolo di S. Salvatore, dalla Pieve di Toano.
Tra la fine del XIII e gli inizi del XIV secolo la località divenne uno dei feudi della nobilissima famiglia dei Signori dà Dallo o Dalli, oriundi dell'alta Garfagnana.
Al 1338 risale la prima menzione del castello di Quara; infatti in quell'anno, mentre ne era in possesso Vannuccio da Dallo, gli abitanti del paese e di altre vicine contrade insorsero occupando il fortilizio e cacciandone Vannuccio. Il castello venne successivamente riconquistato dai Reggiani, colà inviati dall'allora signore della città, Feltrino Gonzaga; tuttavia il Gonzaga tenne Quara per sé senza restituirla a Vannuccio. Con la cacciata del Gonzaga da Reggio, Quara, unitamente a Gova, tornò in potere dei Dalli che lo tennero sino alla fine del XVI secolo.
Nel 1454 si ha la prima menzione delle acque termali di Quara ("Balneum Aquarium"), acque bromo-salso-iodiche dalle notevoli virtù curative, tanto che in quell'anno il Duca di Ferrara Borso d'Este, allora Signore della montagna Reggiana, concesse al conte di Quara Luigi da Dallo di imporre una gabella per chi si servisse a fini curativi di quelle acque. 
Esse scaturivano copiose presso il greto del torrente Dolo, circa 2 chilometri ad est del paese. 
Luigi da Dallo fece costruire una grande vasca in muratura per la raccolta delle acque e una tettoia, per consentire ai visitatori di immergersi nelle acque. 
Durante il XVI secolo il "Balneum Aquarium" raggiunse grande celebrità; qui venne a curarsi dalla gotta il cardinale Gregorio Cortese, mentre le acque di Quara venivano trasportate sin "nelle Gallie ed in Ispagna".
Dopo la fama l'oblio: oggi alcune piccole scaturigini di acqua solforosa indicano il luogo degli antichi bagni, mentre delle "fabbriche" fatte erigere da Luigi Dallo non è rimasta alcuna traccia.

### Età moderna
Nel 1601 il feudo di Quara passò dai Dalli ai conti Sassi-Nigrelli oriundi di Rovigo ma residenti a Modena. L'antico castello divenne la residenza dei conti i quali nel 1605, dopo che un movimento franoso aveva distrutto l'antica chiesa di S. Salvatore, donarono ai parrocchiani, ampliandolo, l'oratorio adiacente al castello, che divenne la nuova chiesa parrocchiale con il titolo di S. Maria Assunta. I Sassi rimasero in possesso di Quara sino alla soppressione dei feudi nell'anno 1796.

## Prima guerra mondiale

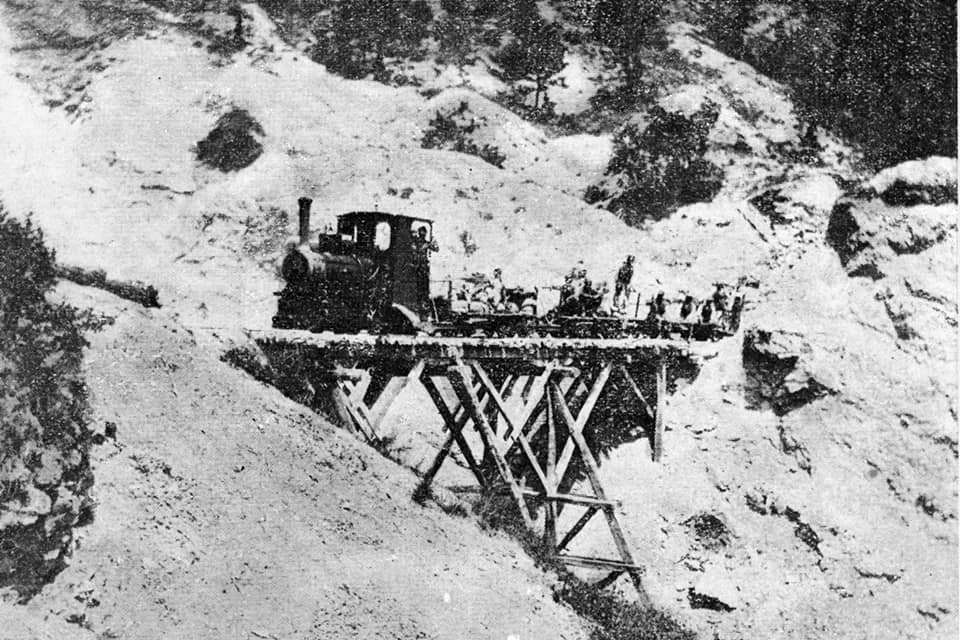
La ferrovia Decauville Quara – Val d’Asta

Durante la Prima guerra mondiale, Quara, collegata da una strada, era il punto di partenza della ferrovia Decauville Quara – Val d’Asta, utilizzata per trasportare la legna da ardere tagliata da circa 1000 prigionieri di guerra austro-ungarici dalle foreste circostanti a una binari al piano inclinatoe a un scivolo per i tronchi vicino a Gova e per trasportare su strada a Quara il legname lungo, molto ricercato dalla Marina Militare.

### Seconda guerra mondiale
Durante la guerra di liberazione nazionale 1943-1945, Quara fece parte del Libero Territorio o Repubblica di Montefiorino (1944).
Occupata più volte dalle truppe tedesche, ospitò diversi distaccamenti partigiani garibaldini (26ª Brigata Garibaldi) e cattolici (Brigate Fiamme Verdi).
Tra il 31 marzo ed il 1º aprile del 1945 presso Quara, in località Monte della Castagna, venne combattuta una delle più aspre battaglie della guerra di liberazione nell'Appennino reggiano: due colonne tedesche forti di circa 200 uomini ciascuno, che avevano aggirato in precedenza alcuni distaccamenti partigiani posti a presidio della linea Secchiello-Secchia, vennero respinte nella mattina del 1º aprile da accorrenti formazioni partigiane della 26ª Brigata Garibaldi (distaccamenti Orlandini, Costi, Fornaciari, Secchiello), del Battaglione Fiamme Verdi e da un'aliquota del Battaglione Alleato, guidato dal comandante russo Viktor Pigorov (Nom de guerre: Modena).
Al termine della giornata le truppe tedesche dovettero ripiegare al di là del Secchia verso Felina e Castelnovo ne' Monti. Le perdite tedesche ammontarono ad una ventina di morti, numerosi feriti e tredici prigionieri; tra i patrioti si contarono otto morti e numerosi feriti. Dopo questo episodio il territorio di Toano venne del tutto abbandonato dai nazi-fascisti.